# Paddy Breathnach
Paddy Breathnach (Dublino, 1964) è un regista irlandese.
Il regista irlandese è noto perlopiù per aver diretto Blow Dry (2001) e Shrooms - Trip senza ritorno (2006).

## Filmografia

### Cinema
- Ailsa (1994)
- The Long Way Home (1995)
- I dilettanti (I Went Down, 1997)
- Blow Dry (2001)
- Man About Dog (2004)
- Shrooms - Trip senza ritorno (Shrooms, 2007)
- Freakdog (2008)
- Viva (2015)
- Rosie (2018)

### Televisione
- W.R.H. – documentario TV (1996)
- Home – documentario TV (1999)
- An oíche a gineadh m'athair – documentario TV (2012)